# Lee Hyun-ju
Dans ce nom coréen, le nom de famille, Lee, précède le nom personnel.
Pour les articles homonymes, voir Lee.
Lee Hyun-ju (en coréen : 이현주), né le 7 février 2003 à Ansan, est un footballeur international sud-coréen évoluant au poste de milieu offensif au FC Arouca.

## Biographie

### Carrière en club
Né à Ansan en Corée du Sud, Lee Hyun-ju est formé par le Pohang Steelers. Mais avant de commencer sa carrière professionnelle en championnat de Corée du Sud, il est prêté avec option d'achat au Bayern Munich en janvier 2022. Après une fin de saison où il s'illustre déjà avec l'équipe reserve, il rejoint le club de championnat d'Allemagne de manière permanente.
Lee est prêté au SV Wehen Wiesbaden lors de la saison 2023-24.
Pour la saison 2024-25, il est à nouveau prêté, cette fois au Hanovre 96 en championnat d'Allemagne de deuxième division,.

### Carrière en sélection
Déjà international sud-coréen junior jusqu'à l'équipe des moins de 23 ans, Lee est convoqué pour la première fois avec l'équipe senior de Corée du Sud en novembre 2024.